# Boikivșciîna, Drabiv
Boikivșciîna (în ucraineană Бойківщина) este o comună în raionul Drabiv, regiunea Cerkasî, Ucraina, formată numai din satul de reședință.

## Demografie
Componența lingvistică a comunei Boikivșciîna
     Ucraineană (97,48%)
     Rusă (1,4%)
     Alte limbi (0,98%)
Conform recensământului din 2001, majoritatea populației comunei Boikivșciîna era vorbitoare de ucraineană (97,48%), existând în minoritate și vorbitori de rusă (1,4%).